# Sainte-Brigitte
Sainte-Brigitte (bret. Berc'hed) – miejscowość i gmina we Francji, w regionie Bretania, w departamencie Morbihan. Nazwa miejscowości pochodzi od imienia św. Brygidy.
Według danych na rok 1990 gminę zamieszkiwało 141 osób, a gęstość zaludnienia wynosiła 8 osób/km² (wśród 1269 gmin Bretanii Sainte-Brigitte plasuje się na 1015. miejscu pod względem liczby ludności, natomiast pod względem powierzchni na miejscu 574.).